# Селедон, Бенхамин
Бенхами́н Франси́ско Селедо́н Родри́гес (исп. Benjamín Francisco Zeledón Rodríguez, 4 октября 1879 — 4 октября 1912) — никарагуанский адвокат, военный и политический деятель либеральных взглядов. Руководитель восстания против диктатуры Адольфо Диаса. Дед панамской писательницы Глории Гуардиа.

## Биография

### Значение гибели
Гибель Бенхамина Селедона в результате сговора никарагуанской олигархии и правительства США оказала сильное воздействие на Аугусто Сандино.

## Память
- В честь генерала был назван Южный фронт СФНО, в рядах которого против Сомосы сражались аргентинские интернационалисты из Революционной армии народа. В 1980 году в Никарагуа началась ликвидация неграмотности, для выполнения этой программы страна была разделена на шесть "фронтов", названных в честь героев и патриотов Никарагуа. Одним из них стал Южный фронт "Бенхамин Селедон"[1]
- улица "Benjamín Zeledón" в Манагуа